# Lucas Rafael Bennazar Ortiz
Lucas Rafael Bennazar Ortiz (ur. 7 lutego 1969 w Guaynabo) – portorykański strzelec specjalizujący się w trapie, medalista mistrzostw Ameryki, olimpijczyk z Aten i Pekinu.

## Życiorys
Portorykańczyk zaczął uprawiać sport w 1995 roku. Jest praworęczny, mierzy z broni lewym okiem. Żonaty, ma troje dzieci.

## Przebieg kariery
W 1998 debiutował w zawodach najwyższej rangi, uczestnicząc w rozgrywanych w Barcelonie mistrzostwach świata, na których zajął 55. pozycję z rezultatem 126 punktów oraz w konkursie Pucharu Świata w Atlancie, który ukończył na 23. pozycji z rezultatem 122 punktów. W 2003 otrzymał brązowy medal igrzysk panamerykańskich w Santo Domingo w konkurencji trapu podwójnego.
Uczestniczył w letniej olimpiadzie w Atenach. W jej ramach brał udział w konkursie trapu, który ukończył na 27. pozycji z rezultatem 112 punktów oraz w konkursie trapu podwójnego, który ukończył na 23. pozycji z rezultatem 122 punktów. W 2005 uzyskał najlepszy rezultat na mistrzostwach świata, podczas mistrzostw globu w strzelaniu do rzutków w Lonato uzyskał wynik 132 punktów, który uplasował go w końcowej klasyfikacji na 20. pozycji. Także w tym samym roku wywalczył srebrny medal mistrzostw Ameryki w konkurencji trapu podwójnego, natomiast w 2007 podczas igrzysk panamerykańskich w Rio de Janeiro otrzymał drugi w swej karierze brązowy medal igrzysk w konkurencji trapu podwójnego.
W 2008 po raz drugi i ostatni w karierze brał udział w letnich igrzyskach olimpijskich, na których rywalizował w konkurencji trapu podwójnego i uzyskał wynik 123 punktów, który uplasował go w klasyfikacji końcowej na 17. pozycji. W 2013 roku zanotował najlepszy w swej karierze występ w strzeleckich zawodach Pucharu Świata, zajmując 7. pozycję w konkursie rozegranym w Acapulco.
Zdobył osiem medali igrzysk Ameryki Środkowej i Karaibów – na igrzyskach w San Salvador (2 złote, 1 srebrny), Cartagena de Indias (1 srebrny), Mayagüez (1 złoty, 1 srebrny) oraz Veracruz (1 srebrny, 1 brązowy).